# Cabinovia trifune

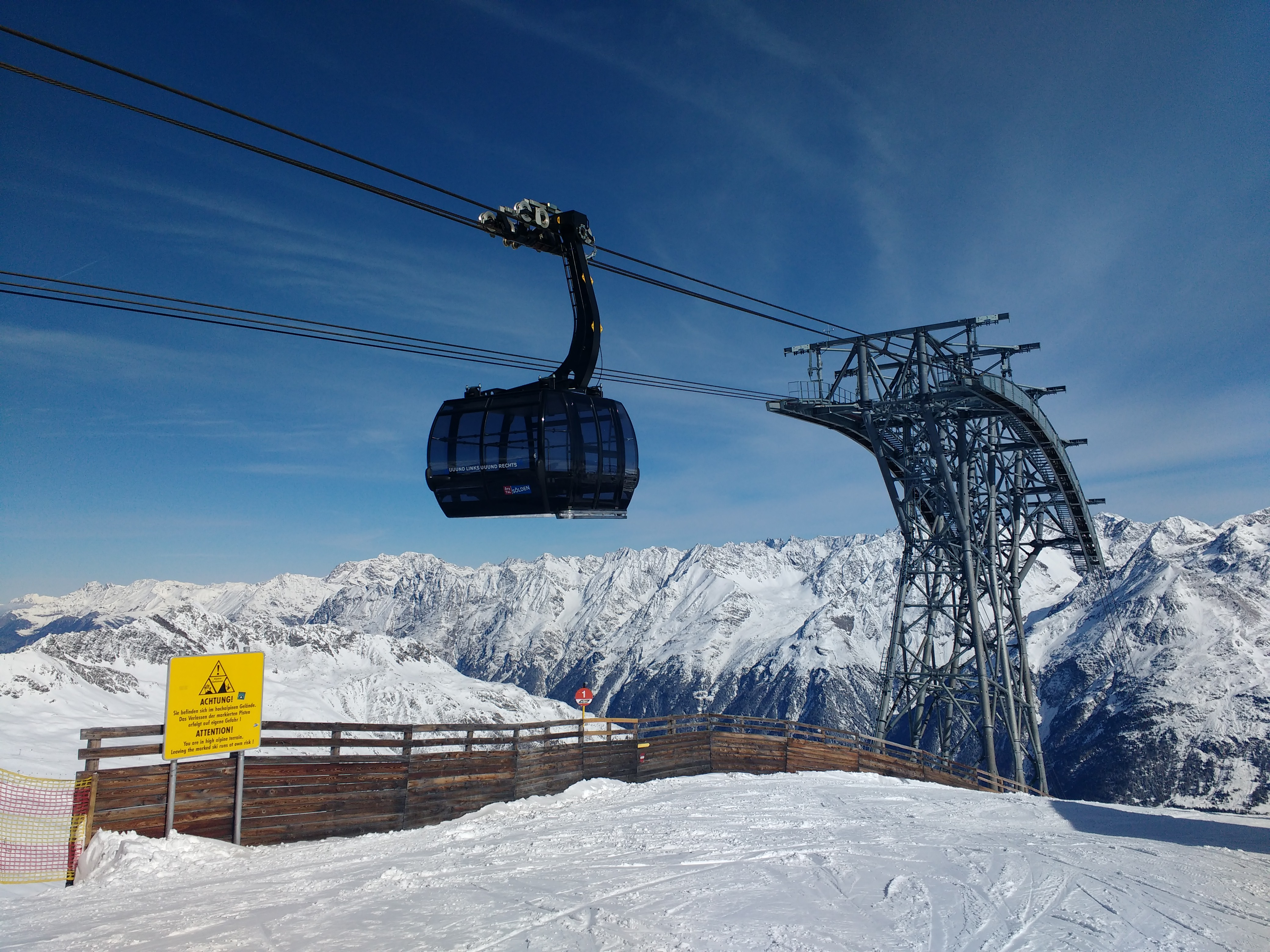
Una cabinovia trifune Doppelmayr a Sölden in Austria

La cabinovia trifune, nota anche come cabinovia 3S, è un sistema di funivia sviluppato dall'azienda svizzera Von Roll transport systems di Thun per unire i vantaggi di una cabinovia a quelli di un sistema di funivia reversibile. '3S' è un'abbreviazione della parola tedesca dreiseil, che significa 'trifune'.

## Storia
Il primo impianto di questo tipo, denominato Alpine Express I, è stato costruito nel 1991 a Saas-Fee. Nel 1994 è diventata operativa un'ulteriore tratta, denominata Alpine Express II, sebbene non sia possibile un servizio continuo di entrambe le tratte. Le cabine di questi impianti hanno spazio per 30 persone e viaggiano con una velocità di 6 m/s trainate da una fune traente continua e sospese a due funi portanti.
Una corsia è quindi composta da tre cavi, da cui il sistema prende il nome. Come con la maggior parte delle funivie a cabina rotante, le gondole sono staccabili dai cavi per consentire un facile sbarco senza interrompere il transito di altre cabine sul sistema. Il sistema offre i seguenti vantaggi rispetto ai meno sofisticati sistemi di trasporto aereo via cavo:
- minor consumo energetico rispetto a funivie reversibili e funivie di capacità simile
- elevata capacità di trasporto passeggeri e comfort rispetto ai tradizionali sistemi di funivie reversibili
- partenze più frequenti rispetto ai tradizionali sistemi di funivia reversibili
- maggiore stabilità al vento rispetto alle tradizionali cabinovie (monofune)
- possibili distanze dal suolo e campate maggiori rispetto alle tradizionali cabinovie
- elevata velocità di marcia rispetto alle tradizionali cabinovie, poiché sono possibili velocità superiori a 8 m/s

Lo sviluppo e la costruzione dell'Alpine Express I sono costati 70 milioni di franchi svizzeri. Von Roll non costruì più funivie 3S dopo i due impianti di Saas Fee. Quando Von Roll è stata acquisita dalla società austriaca Doppelmayr nel 1996, Doppelmayr ha acquisito il know-how per la costruzione di cabinovie 3S. Doppelmayr ha costruito il suo primo impianto nel 2002, a Val-d'Isère, in Francia.
Da allora, anche l'azienda italiana Leitner ha sviluppato un sistema 3S, costruendo il suo primo sistema nel 2009, a Renon, in Italia.
L'azienda austriaca Doppelmayr ha sviluppato una cabinovia trifune che genera elettricità. Le ruote che scorrono lungo i due cavi di sostegno sono collegate a generatori di elettricità. L'elettricità viene utilizzata per alimentare il riscaldamento dei sedili, l'illuminazione e altre funzioni elettriche all'interno delle cabine.

## Installazioni notevoli

### Kitzbühel
La funivia 3S a Kitzbühel, in Austria, collega il Saukasergraben e collega tra loro le aree sciistiche di Kirchberg e Resterhöhe. L'impianto è stato inaugurato nel gennaio 2005 ed è lungo 3.642 metri. Un viaggio dura circa nove minuti da un capo all'altro. Nel punto più alto, la funivia si trova a 400 metri da terra. L'utilizzo di un solo pilone di sollevamento aereo ha portato a un'insolita campata di 2.507 metri tra la stazione a valle e il pilastro di sostegno di 80 metri. Complessivamente l'impianto è costato 13,5 milioni di euro con ogni cabina 100.000 euro.
La funivia è stata prodotta da Doppelmayr. Il cavo ha un diametro di 54 millimetri. Il consumo di energia elettrica è 400 kW. Ci sono 19 cabine in totale, anche se il sistema può essere ampliato a 24 cabine in caso di necessità in futuro. Ogni cabina può ospitare 24 persone, consentendo al sistema di trasportare un totale di 3.200 persone in una determinata ora. Una cabina ha un pavimento in vetro, che consente di vedere il dislivello di 400 metri da un'angolazione diversa.

### Funivia Peak 2 Peak
Nel dicembre 2008, la stazione sciistica di Whistler-Blackcomb nella Columbia Britannica è diventata la prima località nordamericana a installare un impianto di risalita 3S quando ha aperto la Peak 2 Peak Gondola, che collega Roundhouse Lodge a Whistler con Rendezvous Lodge a Blackcomb. L'impianto è simile all'impianto di Kitzbühel, in quanto collega due aree sciistiche (anche se in questo caso, più che altro, due parti della stessa area insieme). L'installazione di questa funivia ha eliminato la necessità di utilizzare le cabinovie dell'area di base per spostarsi tra Whistler e Blackcomb, collegando le aree tra loro.

### Soci/Sochi
L'impianto del Villaggio Olimpico di Soci / Sochi, in Russia, è stato costruito nel 2012 da Doppelmayr. L'impianto dispone di grucce progettate per il trasporto di veicoli stradali, oltre alle normali cabine passeggeri.

### Hon Thơm
Nel febbraio 2018, l'impianto di Hòn Thơm, in Vietnam, è diventato la funivia per passeggeri più lunga del mondo, con una lunghezza di 7,9 km. L'impianto attraversa diverse isole di Phú Quốc, nel Golfo della Thailandia. Il sistema è stato prodotto da Doppelmayr.

### Giro del ghiacciaio del Cervino
Nel settembre 2018 è stato inaugurato a Zermatt il Matterhorn Glacier Ride, parallelo alla funivia esistente fino al Piccolo Cervino. La stazione a monte si trova a 3821 metri sopra il livello medio del mare, il che la rende la funivia più alta del mondo. Attualmente è in costruzione una seconda cabinovia trifune fino al Piccolo Cervino. Entrambi i sistemi sono prodotti da Leitner.